# 게이요선
게이요선(일본어: 京葉線, けいようせん)은 동일본 여객철도(JR 동일본)에서 운행하는 철도 노선의 하나이다. 도쿄도 지요다구에 있는 도쿄역과 지바현 지바시 주오구에 있는 소가역을 잇는다.
동일본 여객철도의 전신인 일본국유철도 말기에 일부 구간이 먼저 문을 열었고, 민영화 이후 두 번에 걸친 연장 끝에 1990년 전 구간이 개통되었다. 수도권을 운행하고 있는 JR 노선들 중 가장 늦게 개통한 철도 노선이다. 노선 명칭은 도쿄(東京)와 지바(千葉)를 잇는다 하여 붙인 것으로, 노선색은 핑크색(■)이다.
도쿄와 지바 사이에서 소부 본선의 우회로 역할을 하는 것 외에도 도쿄 도심과 도쿄 디즈니 리조트가 있는 우라야스, 마쿠하리 멧세, 지바 마린 스타디움 등이 있는 마쿠하리 신도시 등을 연결하며, 연선의 우라야스, 후나바시, 지바 남부 주민들의 통근 노선 역할을 맡고 있다. 또 도쿄역에서 이치카와시오하마역, 미나미후나바시역에서 가이힌마쿠하리역까지는 무사시노선 열차들이 같이 다니며, 게이요선의 대부분의 열차들은 소가역에서 우치보선이나 소토보선, 도가네선 방면으로 직결 운행을 하고 있다.
전 구간에서 스이카 및 제휴 교통카드의 사용이 가능하다. 차량기지가 있어 진입할 수 있다.

## 노선 정보
- 노선 거리: 54.3 km
  - 도쿄역 ~ 소가역: 43.0 km
  - 이치카와시오하마역 ~ 니시후나바시역: 5.9 km
  - 니시후나바시역 ~ 미나미후나바시역: 5.4 km
- 궤간: 1067mm (협궤)
- 역 수: 18
- 복선 구간: 모든 구간
- 전철화 구간: 모든 구간 직류 1500V 전철화

## 운행
| 역명 | 쾌 | 통 | MT | MK |
| --- | -- | -- | -- | -- |
| 도쿄 | ●  | ●  | ●  |    |
| 핫초보리 | ●  | ●  | ●  |    |
| 엣추지마 | ｜ | ｜ | ☆  |    |
| 시오미 | ｜ | ｜ | ●  |    |
| 신키바 | ●  | ●  | ●  |    |
| 가사이린카이코엔 | ｜ | ｜ | ▲  |    |
| 마이하마 | ●  | ｜ | ●  |    |
| 신우라야스 | ●  | ｜ | ●  |    |
| 이치카와시오하마 | ｜ | ｜ | ●  |    |
| 니시후나바시 | ∥  | ∥  | ●  | ●  |
| 후타마타신마치 | ｜ | ｜ |    | ∥  |
| 미나미후나바시 | ●  | ｜ | ●  |    |
| 신나라시노 | ｜ | ｜ | ●  |    |
| 가이힌마쿠하리 | ●  | ｜ | ●  |    |
| 게미가와하마 | ●  | ｜ |    |    |
| 이나게카이간 | ●  | ｜ |    |    |
| 지바미나토 | ●  | ｜ |    |    |
| 소가 | ●  | ●  |    |    |
| 범례 - 쾌 = 쾌속 열차. - 통 = 통근쾌속 열차. - MT = 무사시노선 ~ 니시후나바시 ~ 도쿄 구간을 다님. - MK = 무사시노선 ~ 니시후나바시 ~ 가이힌마쿠하리 구간을 다님. - ● = 필수 정차. - ▲ = 휴일에만 정차. - ☆ = 12월 31일 밤에서 1월 1일 아침 시간대까지만 정차함. - ｜ = 통과. - ∥ = 해당 열차가 이 구간을 다니지 않음. |    |    |    |    |

게이요선 안에서는 주로 도쿄역, 신나라시노역, 가이힌마쿠하리역, 소가역이 시종착역이며, 무사시노선의 후추혼마치역, 우치보선의 기미쓰역·가즈사미나토역, 소토보선·도가네선까지 직결 운행하는 열차들도 있다. 소토보선·도가네선 직통 열차는 중련 형태로 주편성이 가즈사이치노미야역이나 가쓰우라역까지, 부속편성이 도가네선 나루토역까지 운행한다. 2013년 3월 16일에 있을 시각표 개정에 따라 쾌속 열차의 정차역이 늘어나며, 무사시노선 쾌속 열차들은 게이요선에서 각역정차를 하게 된다.

### 특급 열차
게이요선을 경유해 소토보선으로 들어가는 《와카시오》호와, 우치보선으로 들어가는 《사자나미》로 나뉜다. 원래 이 특급열차들은 소부 쾌속선 도쿄역을 이용했으나, 《나리타 익스프레스》의 운행 시작으로 선로 용량이 부족해지면서 게이요선 승강장을 이용하게 되었다. 게이요선 안에서는 가이힌마쿠하리역에 일부 열차가 정차하고 있다.

### 통근쾌속
평일 아침에 상행 4편, 평일 저녁에 하행 2편씩 운행되고 있다. 게이요선 안에서는 시종착역인 도쿄역과 소가역 이외에, 핫초보리역과 신키바역에만 정차한다. 모든 열차가 우치보선, 소토보선, 도가네선과 직결 운행한다. 소토보선·도가네선 직결 열차는 소토보선 혼다역까지는 중련으로 운행한 뒤, 혼다역에서 도가네선으로 가는 부속편성을 분리시킨다. 아침 시간대에는 반대로 혼다역에서 부속편성을 연결해 도쿄역까지 운행한다.

### 쾌속
게이요선 및 우치보선·소토보선 등을 달리는 게이요 쾌속이 있다. 게이요 쾌속은 평일에는 매 시간 30분 간격으로, 주말과 휴일에는 매 시간 15분 간격으로 운행되고 있으며, 낮 시간대 상행 열차는 가이힌마쿠하리역에서 가이힌마쿠하리 발 도쿄 행 각역정차 열차와 접속한다. 하행 쾌속은 신우라야스역에서 각역정차 열차와 접속한다. 시간당 1편씩 소토보선 가즈사이치노미야역까지 운행하는 열차가 있으며, 소토보선 안에서는 모든 역에 정차한다.
한편, 예전에 있었던 무사시노 쾌속은 도쿄역에서 시종착하며, 하루에 시간당 3편씩 운행되고 하였으나 2013년 3월 16일부터 무사시노선 직결 열차들이 모두 게이요선에서 보통으로만 운행하게 됨에 따라 폐지되었다.

### 각역 정차
시간당 4편씩 운행되고 있으며, 가이힌마쿠하리 행과 소가 행이 시간당 2편씩 나뉘어 운행되고 있다. 주말과 휴일의 낮 시간대에는 모든 열차가 가이힌마쿠하리 시종착으로만 운행된다. 가사이린카이코엔역, 신우라야스역, 신나라시노역, 가이힌마쿠하리역, 지바미나토역에서 상위 열차의 통과를 위해 대기하는 경우가 많다. 밤에는 일부 열차가 우치보선, 소토보선으로 직결 운행한다.

## 차량 운용
통근 차량의 경우 무사시노선 용을 포함해 지바 지사의 게이요 차량 센터, 특급 차량의 경우 마쿠하리 차량 센터 소속.
- 특급

E257계 500번대 (5, 10량 편성, 특실 없음)
255계 (9량 편성, 특실 있음)
간혹, E257계나 255계 대신에 183계가 운용되는 일도 있다.
- 쾌속, 각역정차

E233계 (10량 고정편성 또는 6+4량 편성)
2010년 여름 무렵 운용을 게시하였다. 편성의 내역은 10량 고정 편성 21개(210량), 6량+4량분 비율 편성 4개(40량)이다. 번대 구분은 5000번대이고, 1편성이 2010년 3월 10일에 배급 수송되었다. E233계의 도입으로 201계는 폐차, 205계는 휴차 또는 후지급행 양도, 209계 500번대는 무사시노선으로 이적되었다. 편성의 내역은 10량 고정 편성 21편성(210량), 6량+4량 분할 편성 4편성(40량)이며, E331계는 교체 대상에 들어가 있지 않다.
- 과거의 차량

103계 (8, 10량 편성)
8량 편성의 무사시노선 직통용 E38 편성이 서일본 여객철도에, E20 - E22, E27 편성중 4량, 도합 16량이 인도네시아의 철도회사에 매각되었으며, 나머지 편성은 폐차되었다. 폐차된 편성 중 게이요선 한정 운용 10량 편성의 쿠하 103-713 차량의 차체는 일부를 잘라내고 철도 박물관에 전시되어있다.
쾌속 '셔틀 마이하마' 용 165계 개조차 (3량 편성)
도쿄 개업시부터 잠깐 도쿄 디즈니 랜드에의 연락 운송을 목적으로하는 쾌속 '셔틀 마이하마'로 도쿄역 - 니시후나바시역 간에 운행되었다. 또, 휴일 등에는 우치보선과 소토보선에도 운용되었다. 내장은 디즈니를 이미지로 하여 개조되었다. 1995년에 니가타 차량 센터에 전출되어, 알파라는 애칭으로 주로 니가타 지구에서 활동하다가 2001년에 폐차되었다.
E331계
2007년 3월 18일 시각표 개정부터 운용을 개시하였다. 토요일, 휴일 한정으로 운영되다가, 4월부터 부품의 일부를 개량하기 위한 작업으로, 현재는 영업운전에서 이탈되었다가 2010년에 E233계 전동차 영업개시로 2011년에 중지하여 2014년에 폐차되었다
201계나 205계와는 차량의 규격이 다르므로 (연접 14m 3문형 전동차) 승차 위치가 별도로 표시되어 있으며, 발차표나 일부 역의 시각표에 이 계열이 운용되는 경우 14량이란 표시가 붙어있었다. (단, 이 차량의 14량은 보통의 통근형 전동차 10량과 비슷한 길이)
209계 500번대 (10량 편성)
2008년 10월부터 게이힌 도호쿠선, 네기시선 계통에서 운행되던 209계 500번대 편성이 E233계 1000번대의 도입으로 게이요선으로 전출. 이를 위하여 도쿄 종합 차량 센터에서 개조를 행하여, 게이요 차량 센터 소속의 32, 33편성 (기존의 우라와 전차구 소속 83, 84 편성)으로 배치가 이루어졌다. 현재, 본 계열은 시운전 중이며, 조만간 여객영업에 투입될 것으로 보인다.
현재 E233계로 치환이 되어 무사시노선으로 이적되었다.
205계 (8, 10량 편성)
당초부터 게이요선, 무사시노선용으로 제작된 선두차의 모습이 기존과는 다른 편성과, 타 노선등에서 전입된 차량이 존재한다. 8량 편성은 무사시노선 직통 용이다.
우치보선, 소토보선 직통 열차는, 110km/h에 대응하는 선두차 모습이 기존과는 다른 편성이 운용된다.
201계 (10량 고정 편성 또는 6+4량 편성)
주오·소부 완행선으로부터 전입된 차량이 재적하고 있다. 2007년에는 주오 쾌속선의 2편성 (T32, T130 편성)이 전입해왔지만, 205계 1편성이 복귀함에 따라 201계 1편성이 폐차될 예정이다. 시제차의 900번대도 사용했지만, 야마노테선으로부터 들어온 205계에 대치되어 2005년에 폐차되었다.
차량 분할이 있는 소토보선, 도가네선 직통 운용시에는 분할 병결에 대응하는 (51 - 54) + (K1 - K4) 편성이 운용된다(도쿄 방향 6량 + 소가 방향 4량). 10량 고정편성은 선내에서 운용하는 것이 기본이지만, 운용에 이상이 발생하는 경우에는 205계 10량 편성이 대신 운용되며, 우치보선, 소토보선에 직통하는 경우도 있다.
일부 편성에는 디지털 무선 수신기 공사를 진행하고 있다.

## 역사
원래는 화물선으로 계획되었으나 여객 노선으로도 운행하게 되었다.
- 1975년 5월 10일 - 지바 화물터미널 (현재의 이나게 해안역과 지바미나토역 사이에 있었던 화물역) ~ 소가 간이 화물 노선으로 개통
- 1986년 3월 3일 - 니시후나바시 ~ 미나미후나바시역 ~ 지바미나토역이 여객 노선으로 개통
- 1988년 12월 1일 - 신키바 ~ 미나미후나바시, 이치카와시오하마 ~ 니시후나바시 간이 개통. 지바미나토 ~ 소가 간이 여객 노선으로 개통.
- 1990년 3월 10일 - 도쿄 ~ 신키바 간이 개통
- 2000년 12월 2일 - 니시후나바시역에서부터 무사시노선이 직결 운행을 시작

## 역 목록
| 역 번호 | 역명             | 일어 역명    | 보 | 무1 | 무2 | 쾌 | 통                                                                       | 접속 노선 | 역간 거리 | 누적 거리  | 소재지     | 소재지     | 소재지     |
| ------- | ---------------- | ------------ | -- | --- | --- | --- | ------------------------------------------------------------------------ | --- | --------- | ---------- | ---------- | ---------- | ---------- |
| JE 01   | 도쿄             | 東京         | ●  | ●   |     | ● | ●                                                                        | 도카이도 신칸센, 도호쿠 신칸센, 조에쓰 신칸센, 호쿠리쿠 신칸센, 야마가타 신칸센, 아키타 신칸센 야마노테 선 (JY 01), 게이힌 도호쿠 선 (JK 26), 주오 쾌속선 (JC 01), 도카이도 선 (JT 01), 우에노도쿄라인 (JU 01), 소부 쾌속선 · 요코스카 선 (JO 19), 도쿄 지하철 마루노우치 선 (M-17), 도쿄 지하철 도자이 선 (오테마치역, T-09), 도쿄 지하철 지요다 선 (니주바시마에 역, C-10) |           | 0.0        | 도쿄도     | 지요다구   | 지요다구   |
| JE 02   | 핫초보리         | 八丁堀       | ●  | ●   | ●   | ● | 도쿄 지하철 히비야 선 (H-12)                                             | 1.2 | 1.2       | 주오구     | 주오구     |            |            |
| JE 03   | 엣추지마         | 越中島       | ●  | ●   | │   | │ |                                                                          | 1.6 | 2.8       | 고토구     | 고토구     |            |            |
| JE 04   | 시오미           | 潮見         | ●  | ●   | │   | │ |                                                                          | 2.6 | 5.4       | 고토구     | 고토구     |            |            |
| JE 05   | 신키바           | 新木場       | ●  | ●   | ●   | ● | ■ 도쿄 임해 고속철도 린카이 선 (R 01) 도쿄 지하철 유라쿠초 선 (Y-24)     | 2.0 | 7.4       | 고토구     | 고토구     |            |            |
| JE 06   | 가사이 임해공원  | 葛西臨海公園 | ●  | ●   | │   | │ |                                                                          | 3.2 | 10.6      | 에도가와구 | 에도가와구 |            |            |
| JE 07   | 마이하마         | 舞浜         | ●  | ●   | ●   | │ | ■ 마이하마 리조트 라인 디즈니 리조트 라인 (리조트 게이트웨이 스테이션역) | 2.1 | 12.7      | 지바현     | 우라야스시 | 우라야스시 |            |
| JE 08   | 신우라야스       | 新浦安       | ●  | ●   | ●   | │ |                                                                          | 3.4 | 16.1      | 지바현     | 우라야스시 | 우라야스시 |            |
| JE 09   | 이치카와시오하마 | 市川塩浜     | ●  | ●   | │   | │ | (이치카와시오하마역 - 니시후나바시역간의 거리는 5.9km)                   | 2.1 | 18.2      | 지바현     | 이치카와시 | 이치카와시 |            |
| JE 10   | 후타마타신마치   | 二俣新町     | ●  |     | ∥   | │ | │                                                                        | | 4.4       | 지바현     | 22.6       | 이치카와시 | 이치카와시 |
| JE 11   | 미나미후나바시   | 南船橋       | ●  | ●   | ●   | │ | (니시후나바시역 - 미나미후나바시역간의 거리는 5.4km)                     | 3.4 | 26.0      | 지바현     | 후나바시시 | 후나바시시 |            |
| JE 12   | 신나라시노       | 新習志野     | ●  | ●   | │   | │ |                                                                          | 2.3 | 28.3      | 지바현     | 나라시노시 | 나라시노시 |            |
| JE 13   | 마쿠하리토요스나 | 幕張豊砂     | ●  | ●   | │   | │ |                                                                          | |           | 지바현     |            |            |            |
| JE 14   | 가이힌마쿠하리   | 海浜幕張     | ●  | ●   | ●   | │ |                                                                          | 3.4 | 31.7      | 지바현     | 지바시     | 미하마구   |            |
| JE 15   | 게미가와하마     | 検見川浜     | ●  |     | ●   | │ |                                                                          | 2.0 | 33.7      | 지바현     | 지바시     | 미하마구   |            |
| JE 16   | 이나게 해안      | 稲毛海岸     | ●  | ●   | │   | | 1.6                                                                      | 35.3 |           | 지바현     | 지바시     | 미하마구   |            |
| JE 17   | 지바미나토       | 千葉みなと   | ●  | ●   | │   | ■ 지바도시모노레일1호선 | 3.7                                                                      | 39.0 | 주오구    | 지바현     | 지바시     |            |            |
|         | 소가             | 蘇我         | ●  | ●   | ●   | ■ 우치보선 (기미쓰역까지, 상행 일부는 가즈사미나토역까지 직결운행), ■ 소토보 선 (가즈사이치노미야역〈일부는 가쓰우라역 및 도가네 선 나루토역까지, 특급은 아와카모가와역〉까지 직결운행) | 4.0                                                                      | 43.0 | 주오구    | 지바현     | 지바시     |            |            |

- 보 - 게이요선 보통(普通)열차
- 무1 - 무사시노선 도쿄행 열차
- 무2 - 무사시노선 가이힌마쿠하리행 열차
- 쾌 - 게이요 쾌속(일본어: 京葉快速, けいようかいそく)
- 통 - 통근 쾌속(일본어: 通勤快速, つうきんかいそく)
- ∥ - 통하지 않음
- │ - 정차하지 않음